# Stefan Hageneier
Stefan Hageneier (* 1972 in Oberammergau) ist deutscher Bühnen- und Kostümbildner sowie Professor für Bühnen- und Kostümbild an der Kunsthochschule Berlin-Weißensee. Er lebt in München.

## Biografie
Stefan Hageneier lernte den Beruf Holzbildhauer. 1991 kam er als Assistent an die Münchner Kammerspiele. Seit 1996 ist er als freier Bühnen- und Kostümbildner tätig.
Von 2001 bis 2011 war er als fester Bühnen- und Kostümbildner am Bayerischen Staatsschauspiel engagiert. Darüber hinaus hatte er Engagements an zahlreichen deutschsprachigen Theatern. Seine Stationen: Thalia Theater Hamburg, Münchner Kammerspiele, Münchner Volkstheater, Schaubühne Berlin, Berliner Ensemble, Burgtheater Wien, Schauspielhaus Wien, Schauspiel Bonn, Schauspielhaus Düsseldorf, Staatstheater Hannover, Schauspielhaus Zürich, Staatsoper München, Staatsoper Hamburg, Opera de la Monnaie Brüssel, Passionstheater Oberammergau.

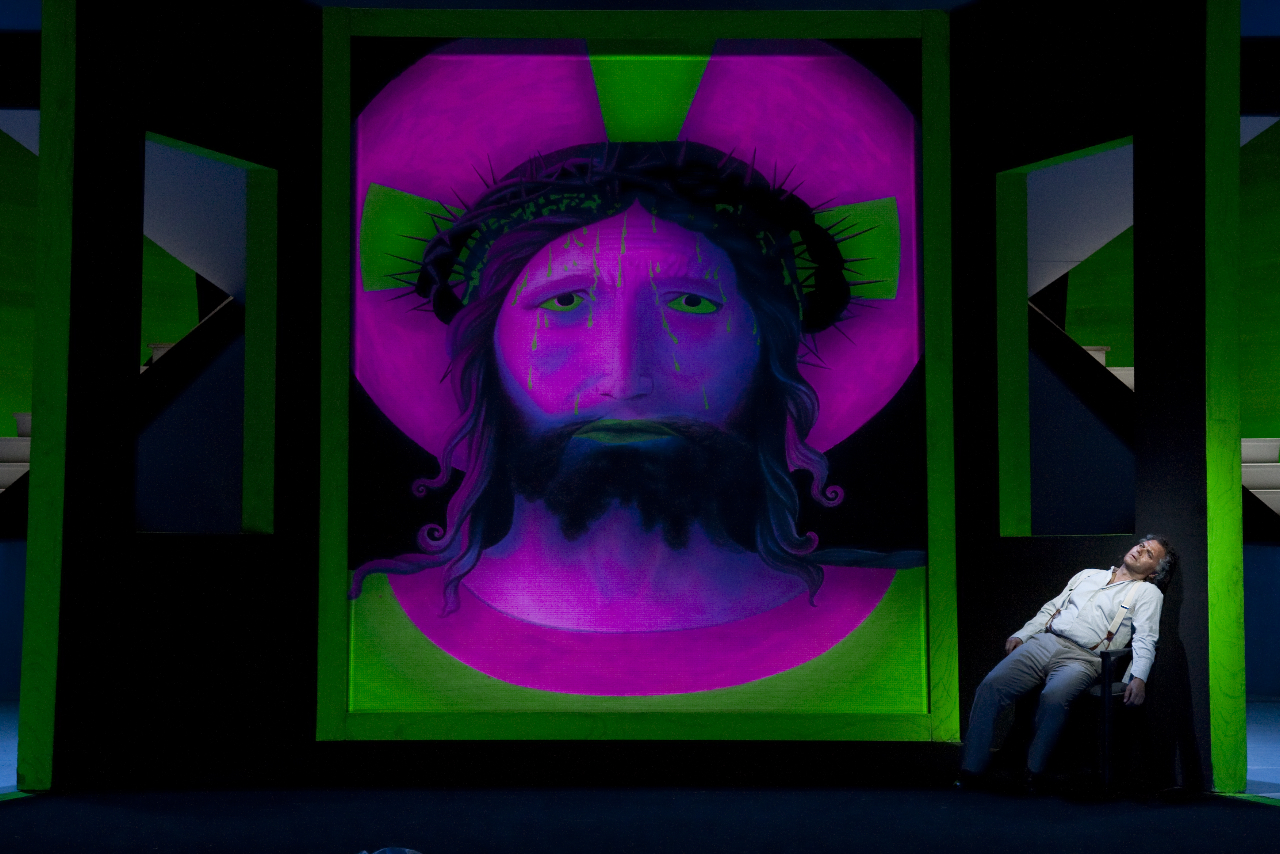
Stefan Hageneier: Bühnenbild zu Palestrina an der Hamburgischen Staatsoper 2011

Er arbeitet mit zahlreichen Regisseuren zusammen. Dazu gehören Christian Stückl, Robert Wilson, Benedict Andrews, Florian Boesch, Martin Kusej, Harald Clemen, Dieter Dorn, Thomas Langhoff, Katharina Thoma, James McDonald, Franz Xaver Kroetz, Yoshi Oida, Thomas Dannemann, Marius von Mayenburg und Tina Lanik.
2000 und 2010 entwarf Stefan Hageneier für die Passionsspiele in Oberammergau die Bühnenbilder und Kostüme. Er ist auch für Kostüme und Bühnenbild der jährlich in Oberammergau stattfindenden großen Schauspiel- und Operninszenierungen verantwortlich, wie zum Beispiel 2011 für „Joseph und seine Brüder“ von Thomas Mann oder 2015 „Nabucco“ von Giuseppe Verdi. Gemeinsam mit Regisseur Christian Stückl erarbeitete er 2009 die Aufführungen der Oper „Palestrina“ von Hans Pfitzner sowie 2011 „Ariadne auf Naxos“ von Richard Strauss.
Seit 2011 ist Stefan Hageneier Professor für Bühnen- und Kostümbild an der Kunsthochschule Berlin-Weißensee.